# Kenny Neal

Kenny Neal 2010

Kenny Neal (* 14. Oktober 1957 in New Orleans, Louisiana) ist ein US-amerikanischer Blues- und Swamp-Blues-Gitarrist.
Kenny Neal, der in Baton Rouge aufgewachsen ist, lernte das Musizieren von seinem Vater Raful Neal und spielte bereits als 13-Jähriger als Bassist in dessen Band mit. Mit 17 Jahren begleitete er Buddy Guy auf Tournee. Anschließend zog er nach Toronto und gründete mit seinen Brüdern Raful jr., Larry und Ronnie die Neal-Brothers Band. Auf der Bühne stand er bereits mit Blues-Legenden wie B.B. King, Bonnie Raitt, Muddy Waters, Aaron Neville, John Lee Hooker, Lucky Peterson und Lazy Lester. Er war zeitweise Frontman bei der Downchild Blues Band in Kanada. Seit 2004 ist er der Moderator einer TV-Sendung Neal's Place, in der er mit diversen Blues-Musikern spielt. Im Juni 2007 nahm er am  Monterey Blues Festival teil, 2009 erhielt er den Monterey Bay Blues Festival Award.

## Diskografie
- 1988: Big News From Baton Rouge !
- 1989: Devil Child
- 1991: Walking On Fire (Ausgezeichnet mit dem Prix Big Bill Broonzy)
- 1992: Bayou Blood
- 1994: Hoodoo Moon
- 1997: Deluxe Edition
- 1998: Blues Fallin' Down Like Rain
- 2000: What You Got
- 2001: One Step Closer
- 2005: Tribute
- 2008: Let Life Flow
- 2016: Bloodline
- 2022: Straight From The Heart